# Piñas (kanton)
Piñas – kanton w Ekwadorze, w prowincji El Oro. Stolicą kantonu jest Piñas.